# Унарна операција
Унарне операције су математичке операција која прихвата само један параметар (лат. unum, један).

## Математички унарни оператори
У математици, у унарне операторе спадају:
| Оператор                            | Запис                            | Значење                   |
| ----------------------------------- | -------------------------------- | ------------------------- |
| -                                   | -                                | промена знака операнда    |
| !                                   | !                                | факторијел                |
| !                                   | !                                | леви факторијел           |
| {\displaystyle {\sqrt {\ }}}        | {\displaystyle {\sqrt {x}}}      | квадратни корен           |
| {\displaystyle \left\|{\ }\right\|} | {\displaystyle \left\|x\right\|} | апсолутна вредност        |
|                                     |                                  | природни логаритам        |
|                                     |                                  | логаритам за основу десет |
|                                     |                                  | антилогаритам             |
| ¬                                   | ¬                                | логичка негација          |
| тригонометријске функције           |                                  |                           |

## Програмирање
У програмирању све математичке унарне операције имају свој еквивалент, а постоје и неке додатне:
- ++ (инкрементирање) – увећава операнд за 1
- -- (декрементирање) – умањује операнд за 1
- & (референцирање) – враћа адресу променљиве или служи за прављење алијаса променљиве
- * (дереференцирање) – враћа променљиву чија је адреса дата
- ~ (бинарни комплемент) – замењује нуле у променљивој јединицама и обратно, користи се за запис негативних бројева